# Lutjanus inermis
Lutjanus inermis là một loài cá biển thuộc chi Lutjanus trong họ Cá hồng. Loài này được mô tả lần đầu tiên vào năm 1869.

## Từ nguyên
Tính từ định danh inermis trong tiếng Latinh có nghĩa là "không vũ trang", hàm ý đề cập đến các gai vây lưng mỏng manh ở loài cá này.

## Phân bố và môi trường sống
L. inermis có phân bố rộng rãi ở Đông Thái Bình Dương, từ mũi nam bán đảo Baja California và cửa vịnh California trải dài về phía nam đến Ecuador, bao gồm quần đảo Galápagos, đảo Malpelo và đảo Cocos xa bờ.
L. inermis sống trên các rạn san hô, được tìm thấy ở độ sâu độ sâu ít nhất là 70 m.

## Mô tả
Chiều dài cơ thể lớn nhất được ghi nhận ở L. inermis là 39 cm. Chiều dài thuần thục sinh dục là 23,9 cm đối với cá cái và 23,6 cm đối với cá đực.
Cá trưởng thành có màu xám, với các sọc xám sẫm dọc hai bên lườn (~10 đường bên dưới đường bên và ~20 đường xiên trên đó). Chúng thường có vây đuôi và vây lưng màu vàng đặc trưng, kèm một sọc vàng từ giữa thân kéo dài ra sau cuống đuôi cũng màu vàng. Tuy nhiên, đôi khi chúng không có màu vàng hoặc màu vàng chỉ giới hạn trên vây đuôi. Khi chụp dưới nước sâu và khi mới được đánh bắt, chúng thường ửng đỏ trên cơ thể.
Số gai ở vây lưng: 10; Số tia vây ở vây lưng: 13; Số gai ở vây hậu môn: 3; Số tia vây ở vây hậu môn: 11.

## Sinh thái
Thức ăn của L. inermis bao gồm cá và một số loài thủy sinh không xương sống như giáp xác, cũng có thể ăn sinh vật phù du.
Vào ban ngày, chúng hợp thành đàn từ 30 cá thể trở lên, đôi khi đứng im. Cá con bắt chước cá thia Azurina atrilobata và thường bơi cùng nhau.
Hai thời kỳ sinh sản chính trong năm được ghi nhận ở L. inermis là vào khoảng tháng 2–tháng 4 và tháng 9–tháng 11.